# 大牙異齒䲁
大牙異齒䲁（學名：Ecsenius dentex），又稱大牙無鬚䲁，為輻鰭魚綱鳚形目䲁科異齒䲁屬的一種，分布於西印度洋紅海和阿卡巴灣海域，深度0至4公尺，本魚體延長，稍側扁，似圓柱狀；頭鈍短。前鼻孔具一鼻鬚；無眼上鬚及頸鬚，齒門牙雄魚49至59顆、雌魚53至63顆，後犬齒，兩側各一個，側線缺乏垂直的孔對，背鰭硬棘11-13枚、背鰭軟條13-15枚、臀鰭硬棘2枚、臀鰭軟條15-17枚，體長可達4.8分，棲息在水淺的珊瑚礁，雌魚產附著性卵，雄魚有護卵行為，幼魚為浮游性，生活習性不明。